# Livet

Livet este o comună în departamentul Mayenne, Franța. În anul 2009 avea o populație de 140 de locuitori.